# Игнатово (Владимирская область)
Игнатово — деревня в Киржачском районе Владимирской области России, входит в состав Кипревского сельского поселения. 

## География
Деревня расположена в 22 км на юго-восток от центра поселения деревни Кипрево и в 25 км на восток от райцентра города Киржач.

## История
По писцовым книгам 1637 года деревня Игнатово вместе с селом Фетиново значилось за боярином князем Семеном Васильевичем Прозоровским.
По данным на 1860 год деревня принадлежала Дмитрию Дмитриевичу Казакову.
В XIX — начале XX века деревня входила в состав Фуниково-Горской волости Покровского уезда, с 1926 года — в составе Овчининской волости Александровского уезда. В 1859 году в деревне числилось 15 дворов, в 1905 году — 23 двора, в 1926 году — 29 дворов.
В 1908 году валяльциков сапог в Покровском уезде до 193 человек и почти все они (184) из Фуниково-Горской волости; преимущественно из трёх её населённых пунктов: Воскресенское (92), Конышево (62) и Игнатово (15). Большая половина валялыциков расходились далеко по соседним губерниям, преимущественно в Егорьевский уезд, Рязанскую губернию, Воронежскую губернию, Тамбовскую и др. По своим деревням работала ничтожная часть — 12 человек. Уходили на промысел с 1 сентября и работали до декабря. Ходили по 2—3 человека вместе из деревни в деревню; носили с собою инструменты: колодки, клинья, задушки, передушки, решотку, лучёк, валёк, железную скалку, полотно, струны. Некоторые возили с собой на лошади шерстобитную машинку, что значительно ускоряло очистку и перебивку шерсти. За 3—4-месячный рабочий сезон валялыцик заработал около 30 рублей чистой прибыли.
С 1929 года деревня входила в состав Хмелевского сельсовета Киржачского района, с 1969 года — в составе Новоселовского сельсовета, с 2005 года — в составе Кипревского сельского поселения.

## Население
| 1859 | 1905 | 1926 | 2002 | 2010 | 2021 |
| ---- | ---- | ---- | ---- | ---- | ---- |
| 97   | ↗120 | ↗142 | ↘1   | ↗4   | →4   |